# Gare de Bénesse-Maremne
Gare de Bénesse-Maremne vasútállomás Franciaországban, Bénesse-Maremne településen.

## Vasútvonalak
Az állomást az alábbi vasútvonalak érintik:
- Bordeaux–Irun-vasútvonal

## Kapcsolódó állomások
A vasútállomáshoz az alábbi állomások vannak a legközelebb:
- Gare de Saint-Vincent-de-Tyrosse
- Gare de Labenne